# Relais 4 x 200 mètres nage libre féminin aux Jeux olympiques d'été de 2024
Cet article traite de l'épreuve féminine. Pour la compétition masculine, voir Relais 4 x 200 mètres nage libre masculin aux Jeux olympiques d'été de 2024.
Navigation
Tokyo 2020 Los Angeles 2028
Le relais 4 × 200 mètres nage libre féminin est une épreuve de natation des Jeux olympiques d'été de 2024 qui a lieu le 1er août 2024 à la Paris La Défense Arena. 

## Médaillées
| Or                                                                                  | Or            | Argent                                                                     | Argent        | Bronze                                                    | Bronze        |
| Australie- Mollie O'Callaghan - Lani Pallister - Brianna Throssell - Ariarne Titmus | 7 min 38 s 08 | États-Unis- Claire Weinstein - Paige Madden - Katie Ledecky - Erin Gemmell | 7 min 40 s 86 | Chine- Yang Junxuan - Li Bingjie - Ge Chutong - Liu Yaxin | 7 min 42 s 34 |

## Records
Avant cette compétition, les records dans cette discipline étaient :
| Record du monde  | 7:37.50 | Australie- Mollie O'Callaghan - Shayna Jack - Brianna Throssell - Ariarne Titmus | 27 juillet 2023 | Fukuoka, Japon |
| Record olympique | 7:40.33 | Chine- Yang Junxuan - Tang Muhan - Zhang Yufei - Li Bingjie                      | 29 juillet 2021 | Tokyo, Japon   |

## Calendrier
| Date           | Horaire | Manche |
| -------------- | ------- | ------ |
| Jeudi 1er août | 11 h 00 | Séries |
| Jeudi 1er août | 20 h 30 | Finale |

## Résultats détaillés
Les huit meilleurs temps se qualifient pour la finale (F).
| Rang | Série | Ligne | Pays | Athlètes | Temps | Remarque |
| ---- | ----- | ----- | ---- | -------- | ----- | -------- |
| 1    |       |       |      | [[]] ()  |       | F        |
| 2    |       |       |      | [[]] ()  |       | F        |
| 3    |       |       |      | [[]] ()  |       | F        |
| 4    |       |       |      | [[]] ()  |       | F        |
| 5    |       |       |      | [[]] ()  |       | F        |
| 6    |       |       |      | [[]] ()  |       | F        |
| 7    |       |       |      | [[]] ()  |       | F        |
| 8    |       |       |      | [[]] ()  |       | F        |
| 9    |       |       |      | [[]] ()  |       |          |
| 10   |       |       |      | [[]] ()  |       |          |
| 11   |       |       |      | [[]] ()  |       |          |
| 12   |       |       |      | [[]] ()  |       |          |
| 13   |       |       |      | [[]] ()  |       |          |
| 14   |       |       |      | [[]] ()  |       |          |
| 15   |       |       |      | [[]] ()  |       |          |
| 16   |       |       |      | [[]] ()  |       |          |

| Rang                                | Ligne | Pays | Athlètes | Temps | Remarque |
| ----------------------------------- | ----- | ---- | -------- | ----- | -------- |
| Médaille d'or, Jeux olympiques      |       |      | [[]] ()  |       |          |
| Médaille d'argent, Jeux olympiques  |       |      | [[]] ()  |       |          |
| Médaille de bronze, Jeux olympiques |       |      | [[]] ()  |       |          |
| 4                                   |       |      | [[]] ()  |       |          |
| 5                                   |       |      | [[]] ()  |       |          |
| 6                                   |       |      | [[]] ()  |       |          |
| 7                                   |       |      | [[]] ()  |       |          |
| 8                                   |       |      | [[]] ()  |       |          |